# Hamearis constellata
Hamearis constellata är en fjärilsart som beskrevs av Lambert-Joseph-Louis Lambillion 1913. Hamearis constellata ingår i släktet Hamearis och familjen Riodinidae. Inga underarter finns listade i Catalogue of Life.